# Ariel Barreras
Jesús Ariel Barreras Soto (Juan José Ríos, Sinaloa, México), más conocido como su nombre artístico Ariel Barreras, es un músico y compositor mexicano de música regional mexicana. Hijo de Maria De Jesús Soto y Abundio Barreras.
Desde los 5 años de edad, tuvo inquietud por la música cantando. A los 11 años de edad, empezó a componer. A los 16 años de edad, empezó a tocar la batería. Su primera canción grabado profesionalmente fue "Una Nueva Sonrisa" con el Grupo Marzo Uno en el año 1980, De ahí en adelante le empezaron a solicitar temas los grupos locales del área del pacífico como: El Pequeño Norte, Grupo La Falla, Renegado, Sinaloa Band, Los Llaneros De Guamúchil, Chayito Bojorquez, Miguel y Miguel, Banda Santa Rosa, Los Nuevos Santa Rosa, Los Tomys, Grupo Sandiego, Grupo Italia, y Los Signos; convirtiéndose algunos de esas canciones en éxitos regionales.

## Director artístico
Como director artístico ha realizado producciones como: "Gracias Amor" de Sergio Vega. "Mucha Suerte" con la Banda Santa Rosa. "A Veces" con Los Nuevos Santa Rosa. "La Canelera" con Los Llaneros De Guamuchil. "Vida Prestada" de Miguel y Miguel. "Calma Corazón" con Los Nietos. También ha trabajado en producciones grabando como segunda voz con 3 producciones de Valentín Elizalde en los temas: "Mi Amante", "Y Se Parece A Ti", y "Vete Ya". Con El Coyote "Árboles De La Barranca", con Sergio Vega en el tema "Dueño De Ti". Otra de sus múltiples facetas es la de cantante con 12 producciones con sus propios temas con banda, norteño, grupero y mariachi.

## Discografía
Cada Vez Que Te Miro (2009)
1. Cada Vez Que Te Miro
2. La Gacha
3. Que Chula Estas
4. El Chango Vaquetón
5. Solo Quiero Saber
6. El Peón De La Sierra
7. Los Mensajes
8. Que Andas Haciendo
9. Arriba Mochis
10. Terco Corazón

A Cambio De Mi Amor (2011)
1. A Cambio De Mi Amor
2. Ando Errado
3. Cada Quien
4. De Trago En trago
5. Dime de que Presumes
6. El Necio
7. Fuerza Natural
8. Me Vale
9. Pedasos de Mi
10. Por Los Suelos
11. Te Equibocastes
12. Una Copa Mas

## Canciones compuestas y artista que las canta
- Alex Verdugo: Ya Vez.
- Aline: Diluvio, Equivocada.
- Andariego: Cuando La Vuelva A Ver.
- Andrés Marquez "El Macizo": Ganas De Estar Contigo.
- Azucena Del Campo: Diluvio.
- Banda Astilleros: La Gacha, Bonito Cariño.
- Banda Carnaval: La Gacha.
- Banda Los Recoditos: Y Todavía Hay Amor.
- Banda Machos: Sentimiento Navideño.
- Banda Pequeños Musical: En 2 Horas Un Día.
- Banda Santa Rosa: Mucha Suerte, Cuanto Daria Por Verte.
- Banda Yovisong: No Serás Pero Pareces, Sin Ella.
- Carmen Jara: Bonito Cariño, No Tiene Vuelta De Hoja, Subete A Mi Bronco, Escapate, En Plena Luz, Pedazos De Mi.
- David Rolas: Déjame Te Digo.
- El Chapo De Sinaloa: Pedazos De Mi, Me Vale, Tontita.
- El Coyote y Su Banda: Concedeme, Profundamente, Cada Quien, La Gacha, Sinceridad, Soy Para Ti, Planeta De Amor.
- El Pequeño Norte: Los Besos No Se Piden, Diluvio, Y Que Dijiste Tu?, Como No Pensar En Ti?
- El Puma De Sinaloa: Algo Me Decía Que No.
- El Tigrillo Palma: Por Mi Que Se Vaya.
- Erasmo Catarino: Siempre Me Llamaban Indio.
- Ezequiel Peña: El Necio, Le Pese A Quien Le Pese, Soy Alegre.
- Fidel Rueda: Que Andas Haciendo?.
- Gerardo Reyes: Deja.
- Germán Lizarraga y Su Banda Estrellas De Sinaloa: Nunca Te Apartes De Mi.
- Germán Montero: No Pasa Nada.
- Grupo Torrente: Aceptame.
- Huichol Musical: Ya Me Muero Por Ti.
- Jenny Rivera: No Vas A Jugar.
- Julion Álvarez; Fuego A La Escondida.
- Julio Preciado; Equivocado, Y Que Dijiste Tu.
- La Arrolladora Banda El Limón: El Amor De Mis Sueños, Comparame, Nada Puedo Hacer, La Llamada De Mi Ex.
- La Banda El Recodo; Deja, Te Equivocaste.
- La Número 1 Banda Jerez; A Medios Chiles.
- La Original Banda El Limón; No Tiene Vuelta De Hoja.
- Los Alegres De La Sierra; El Necio, Ando Errado, No Te Dejare, Ya Me Muero Por Ti.
- Los Creadorez Del Pasito Duranguense; Tienes Lo Que Me Gusta.
- Los Nietos; Ya Vez, Ven Ven, Error De Juventud, Que Soledad, Calma Corazón, Eres Mi Amor, No Se Hace.
- Los Potrancos De Sinaloa; Matarilerileron.
- La Presión; Una Mujer Como Tú.
- Los Sierreños; Ay Amor.
- Lupillo Rivera; Ando Borracho, La Vida Es Un Papalote.
- Mario "El Cachorro" Delgado; No Te Vayas No Me Dejes.
- Miguel y Miguel; Cada Quien.
- Pedro Fernández; Puras Mentiras, Se Me Va A Pasar.
- Raúl Sandoval; Si Todavía Hay Amor, Como No Pensar En Ti.
- Rogelio Martínez; No Me Moriré, Eres Lo Máximo, No Te Vayas No Me Dejes.
- Sergio Vega; Te Adoro, De La Gloria Al Infierno, Tarado y Medio, Solamente Tú, Contra El Corazón.
- Sílvia Mendívil: Los Besos No Se Piden, Un Rotundo No
- Las Marías Y Su Sierreño Band Cada Quien Su Gusto, Bonito Carino, De Lejesitos